# Ula mixta
Ula (Ula) mixta là một loài ruồi trong họ Pediciidae. Chúng phân bố ở vùng sinh thái Palearctic.